# Бетлегем (округ Александер, Північна Кароліна)
Бетлегем (англ. Bethlehem) — переписна місцевість (CDP) в США, в окрузі Александер штату Північна Кароліна. Населення — 4491 особа (2020).

## Географія
Бетлегем розташований за координатами 35°49′3″ пн. ш. 81°18′3″ зх. д. / 35.81750° пн. ш. 81.30083° зх. д. (35.817531, -81.300757).  За даними Бюро перепису населення США в 2010 році переписна місцевість мала площу 23,00 км², з яких 19,75 км² — суходіл та 3,25 км² — водойми.

## Демографія
Згідно з переписом 2010 року, у переписній місцевості мешкало 4214 осіб у 1737 домогосподарствах у складі 1326 родин. Густота населення становила 183 особи/км².  Було 1917 помешкань (83/км²).
Расовий склад населення:
| - 96,6 % — білих - 0,9 % — азіатів - 0,7 % — чорних або афроамериканців - 0,2 % — корінних американців |

До двох чи більше рас належало 1,2 %. Частка іспаномовних становила 2,0 % від усіх жителів.
За віковим діапазоном населення розподілялося таким чином: 20,4 % — особи молодші 18 років, 62,1 % — особи у віці 18—64 років, 17,5 % — особи у віці 65 років та старші. Медіана віку мешканця становила 45,5 року. На 100 осіб жіночої статі у переписній місцевості припадало 94,1 чоловіків;  на 100 жінок у віці від 18 років та старших — 91,4 чоловіків також старших 18 років.
Середній дохід на одне домашнє господарство  становив 62 001 долар США (медіана — 57 529), а середній дохід на одну сім'ю — 71 504 долари (медіана — 67 083). Медіана доходів становила 34 646 доларів для чоловіків та 50 703 долари для жінок. За межею бідності перебувало 13,0 % осіб, у тому числі 20,5 % дітей у віці до 18 років та 2,3 % осіб у віці 65 років та старших.
Цивільне працевлаштоване населення становило 2052 особи. Основні галузі зайнятості: освіта, охорона здоров'я та соціальна допомога — 27,2 %, виробництво — 17,2 %, роздрібна торгівля — 13,1 %.